# Ultraproduit
En mathématiques, un ultraproduit est une construction basée sur un ultrafiltre utilisée principalement en algèbre abstraite et en théorie des modèles (une branche de la logique mathématique) ; elle permet par exemple d'obtenir des extensions des réels, les nombres hyperréels,  ayant les mêmes propriétés élémentaires que ceux-ci.

## Définition
La méthode générale de construction d'ultraproduits part d'un ensemble d'indices I, d'une structure Mi pour chaque élément i de I (toutes ayant la même signature), et d'un ultrafiltre U sur I. Le choix usuel est de  prendre I infini et U non trivial, c'est-à-dire ne contenant aucune partie finie de I (sinon, l'ultraproduit est isomorphe à l'un de ses facteurs).
Les opérations algébriques sur le produit cartésien
{\displaystyle \prod _{i\in I}M_{i}}
sont définies de la manière habituelle (par exemple, pour une opération (binaire) +, (a + b) i = ai + bi ), et on définit une relation d'équivalence compatible avec les opérations par a ~ b si et seulement si
{\displaystyle \left\{i\in I:a_{i}=b_{i}\right\}\in U.}
Alors, l'ultraproduit de cette famille (par rapport à U) est l'ensemble quotient du produit cartésien pour cette relation d'équivalence, muni de la structure quotient (c'est-à-dire que ses éléments sont les classes d'équivalence du produit). C'est pourquoi on le note parfois 
{\displaystyle \prod _{i\in I}M_{i}/U.}
On peut définir une mesure m (finiment additive) sur l'ensemble des indices en posant m(A) = 1 si A ∈ U et m(A)= 0 sinon. Alors deux éléments du produit cartésien sont équivalents s'ils sont égaux presque partout sur l'ensemble des indices. 
Outre les opérations algébriques, les relations peuvent être  étendues de la même manière : R([a1],…,[an]) si et seulement si   
{\displaystyle \left\{i\in I:R^{M_{i}}(a_{i}^{1},\dots ,a_{i}^{n})\right\}\in U,}
où [a] désigne la classe d'équivalence de a pour la relation  ~. Par exemple, si tous les Mi sont des  corps  ordonnés, il en est de même de l'ultraproduit.
Une ultrapuissance est un ultraproduit pour lequel tous les facteurs Mi sont égaux :
{\displaystyle M^{\kappa }/U=\prod _{\alpha <\kappa }M/U.\,}
Plus généralement, la construction précédente peut encore être effectuée si  U est seulement un filtre sur X ; la structure résultante {\displaystyle \prod _{i\in I}M_{i}/U} est appelée un produit réduit.

## Exemples et applications
Les nombres hyperréels sont l'ultraproduit d'une famille dénombrable de copies de R (l'ensemble des nombres réels), pour un ultrafiltre non trivial sur l'ensemble des entiers. L'ordre est une extension de celui de R, ainsi, la suite ω donnée par  ωi = i définit une classe d'équivalence (un nombre hyperréel noté encore ω) plus grand que tout réel (un « infiniment grand »), et la suite {\displaystyle \epsilon } donnée par {\displaystyle \epsilon _{i}=1/i} (pour {\displaystyle i\geq 1}, et {\displaystyle \epsilon _{0}=0}) définit une classe d'équivalence égale à 1/ω, positive, et plus petite que tout réel (un « infiniment petit »).
De façon analogue, on peut construire des entiers ou des complexes non standard, en prenant une ultrapuissance des ensembles correspondants.
Dans l'étude des grands cardinaux, une construction fréquente consiste à prendre un ultraproduit de tout l'univers (un modèle de la théorie des ensembles) par rapport à un ultrafiltre U bien choisi. Les propriétés de U ont une grande influence sur les propriétés (d'ordre supérieur) de l'ultraproduit ; par exemple, si U est σ-complet, l'ultraproduit sera bien-fondé (si l'univers l'était). Voir cardinal mesurable pour l'exemple de référence.
Parmi les applications les plus frappantes des ultraproduits figurent des preuves très élégantes du théorème de compacité et du théorème de complétude, le théorème de Keisler, qui donne une caractérisation algébrique de la notion sémantique d'équivalence élémentaire, et la présentation (par Robinson et Zakon) de l'utilisation de superstructures et de leurs monomorphismes pour construire des modèles non standard, amenant à la construction, par Abraham Robinson, d'une version de l'analyse non standard fondée sur le théorème de compacité.

## Le théorème de Łoś

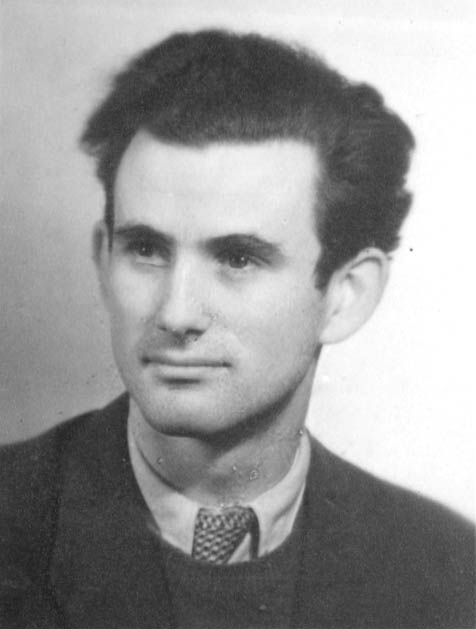
Jerzy Łoś, vers 1955.

Le théorème de Łoś, parfois appelé théorème fondamental des ultraproduits, est dû à Jerzy Łoś (de) (prononcer ˈwɔɕ, approximativement ouosh). Il affirme que toute formule du premier ordre est vraie dans l'ultraproduit si et seulement si l'ensemble des indices i tels que la formule soit vraie dans Mi est un élément de  U. Plus précisément : 
Soit σ une signature, {\displaystyle U} un ultrafiltre sur un ensemble {\displaystyle I}, et pour chaque {\displaystyle i\in I} soit {\displaystyle M_{i}} une σ-structure. Soit {\displaystyle M} l'ultraproduit des {\displaystyle M_{i}} par rapport à {\displaystyle U}, c'est-à-dire que {\displaystyle M=\prod _{i\in I}M_{i}/U.}
Alors, pour tout {\displaystyle a^{1},\ldots ,a^{n}\in \prod M_{i}}, où {\displaystyle a^{k}=(a_{i}^{k})_{i\in I}}, et pour chaque σ-formule {\displaystyle \phi }
{\displaystyle M\models \phi [[a^{1}],\ldots ,[a^{n}]]} si et seulement si
{\displaystyle \{i\in I:M_{i}\models \phi [a_{i}^{1},\ldots ,a_{i}^{n}]\}\in U.}
Le théorème se démontre par récurrence sur la complexité de la formule {\displaystyle \phi }.  Le fait  que U soit  un ultrafiltre (et pas seulement un filtre) est utilisé pour traiter le cas des négations, et l'axiome du choix est nécessaire pour celui de l'introduction d'un quantificateur existentiel.

### Exemples
Soit R une relation unaire de la structure M, et *M un ultraproduit de M. Alors l'ensemble {\displaystyle S=\{x\in M|Rx\}}  a un analogue *S dans *M (*S est l'ensemble des (classes d'équivalence des) séquences (xi) telles que R xi est vrai pour presque tous les i), et les formules du premier ordre mettant en jeu S sont encore vraies pour *S. Par exemple, soit M les réels, et Rx la relation « x est un nombre rationnel ». alors, dans M, nous savons que pour tout couple  de rationnels x et y, il existe un z non rationnel avec x < z < y. Ceci pouvant être traduit dans un langage du premier ordre,  le théorème de Łoś implique que *S  a la même propriété, autrement dit, qu'on peut définir des hyperrationnels et qu'entre deux hyperrationnels, il existe toujours un hyperréel non hyperrationnel. En revanche, l'axiome d'Archimède(qui équivaut à dire  qu'il n'y a pas de réel x tel que x > 1, x > 1 +1 , x > 1 + 1 + 1, ... pour toutes les inégalités de cette liste infinie) ne peut être traduit dans un langage du premier ordre, et le théorème de  Łoś  ne s'applique pas : on a d'ailleurs vu plus haut que l'hyperréel ω ne satisfait pas l'axiome d'Archimède sous cette forme. En revanche, si on définit l'ensemble des hyperentiers *N (dont ω fait partie), le théorème de Łoś garantit bien qu'il n'existe aucun hyperréel supérieur à tous les hyperentiers. Enfin, s'il reste vrai, grâce au théorème de Łoś, que, par exemple, tout hyperentier est soit pair, soit impair, il n'est pas possible en général de savoir ce qu'il en est pour un hyperentier donné ; ainsi, ω est pair si et seulement si l'ensemble des nombres pairs appartient à U.

## Ultralimites
Ce terme s'emploie surtout pour un ultraproduit d'une suite d'espaces métriques ; pour cette signification, voir l'article détaillé Ultralimite.
En théorie des modèles, une ultralimite (ou ultraproduit limitant) est une limite inductive d'une suite d'ultrapuissances : partant d'une structure,  A0, et d'un ultrafiltre, D0, on forme l'ultrapuissance {\displaystyle A_{1}=\prod A_{0}/D}, puis on recommence pour former {\displaystyle A_{2}=\prod A_{1}/D}, etc. Pour chaque n, il y a une injection canonique (diagonale) {\displaystyle A_{n}\to A_{n+1}}. On peut continuer transfiniment en prenant la limite inductive des étapes précédant les ordinaux limites.

### Note
1. ↑  La forme traditionnelle de cet axiome (« deux grandeurs sont toujours commensurables ») revient en langage moderne à affirmer qu'il n'existe pas de réel supérieur à tout entier